# Stazione di Gallarate
Stazione di Gallarate vasútállomás Olaszországban, Lombardia régióban, Gallarate településen.

## Vasútvonalak
Az állomást az alábbi vasútvonalak érintik:
- Domodossola–Milánó-vasútvonal
- Luino–Milánó-vasútvonal
- Stabio/Porto Ceresio–Milánó-vasútvonal

## Kapcsolódó állomások
A vasútállomáshoz az alábbi állomások vannak a legközelebb:
- Stazione di Casorate Sempione
- Stazione di Busto Arsizio (Stazione di Treviglio, Line S5)
- Busto Arsizio old railway station
- Stazione di Besnate (Cadenazzo vasútállomás, S30)
- Stazione di Cavaria-Oggiona-Jerago (Stazione di Varese, Line S5)
- Stazione di Busto Arsizio (Malpensa T2 railway station, S50)
- Stazione di Varese (Airolo vasútállomás, S50)